# Георгій Сілагава
Георгій Сілагава (груз. გიორგი სილაგავა; нар. 26 травня 1984, Тбілісі, Грузинська РСР) — грузинський футболіст, виступав на позиції півзахисника.

## Життєпис
Народився в Тбілісі. Футбольну кар'єру розпочав 1984 року в столичному «Мерані-91», за який зіграв 1 матч у вищій лізі грузинського чемпіонату. У 2002 році переїхав до України, де протягом двох років виступав за «Зорю-Голеадор»/«Зорю-2» з Ювілейного. Зіграв 12 матчів у чемпіонаті Луганської області. Під час зимової перерви сезону 2002/03 років переведений до першої команди «Зорі», у футболці якої дебютував 19 вересня 2003 року в програному (1:2) домашньому поєдинку 9-го туру Першої ліги проти франківського «Спартака». Георгій вийшов на поле на 77-ій хвилині, замінивши Олександра Воскобойника. Цей матч виявився єдиним для грузинського легіонера в складі луганців.
Після цього півзахисник повернувся до Грузії, де з 2005 по 2008 рік виступав за клуб вищого дивізіону «Амері» (Тбілсі), за який провів 23 поєдинки (2 голи). У сезоні 2008/09 років перебував у заявці нижчолігового словацького клубу «Бодва» (Молдава-над-Бодвоу), але в складі клубу не зіграв жодного офіційного матчу. У липні 2009 року повернувся до Грузії, де підписав контракт з «Сіоні». У футболці клубу з Болнісі дебютував 1 серпня 2009 року в програному (1:4) домашньому поєдинку 1-го туру Ліги Еровнулі проти «Цхінвалі». Сілагава вийшов на поле в стартовому складі, а на 57-ій хвилині його замінив Гіоргі Хідешелі. У сезоні 2009/10 років провів 3 матчі в еліті грузинського футболу.
Напередодні старту сезону 2010/11 років підсилив «Колхеті». У футболці потійського клубу дебютував 15 вересня 2010 року в переможному (1:0) домашньому поєдинку 1-го туру Ліги Еровнулі проти «Самтредії». Георгій вийшов на поле в стартовому складі та відіграв увесь матч. Єдиним голом у футболці «Колхеті» відзначився 25 вересня 2010 року на 69-ій хвилині переможного (5:1) домашнього поєдинку 7-го туру вищого дивізіону Грузії проти «Металурга» (Руставі). Сілагава вийшов на поле в стартовому складі та відіграв увесь матч. До завершенні сезону 2010/11 років зіграв 14 матчів (1 гол) у Лізі Еровнулі, ще 1 разу виходив на поле в кубку Грузії.
1 липня 2011 року уклав договір з «Чихурою». Дебютував за нову команду 17 серпня 2011 року в переможному (5:0) домашньому поєдинку кубку Грузії проти тбіліського «Локомотива». Георгій вийшов на поле в стартовому складі та відіграв увесь матч, а на 34-ій хвилині відзначився дебютним голом у новій команді. У Лізі Еровнулі 2 дебютува 23 серпня 2011 року в переможному (1:0) домашньому поєдинку 1-го туру проти «Сулорі». Сілагава вийшов на поле в стартовому складі та відіграв увесь матч. Дебютним голом за «Чихуру» в грузинській першості відзначився 29 серпня 2011 року на 51-ій хвилині переможного (3:0) домашньому поєдинку проти «Зуветі». Георгій вийшов на поле в стартовому складі та відіграв увесь матч. Загалом у складі «Чихури» зіграв 16 матчів (3 голи) в Лізі Пірвелі, ще 4 матчі (1 гол) провів у кубку Грузії. По завершенні сезону 2011/12 років закінчив футбольну кар'єру.